# Sumik błękitny
Sumik błękitny (Ictalurus furcatus) – inwazyjny gatunek słodkowodnej ryby sumokształtnej z rodziny sumikowatych (Ictaluridae), często mylony z sumikiem kanałowym i z Ictalurus lupus. Jeden z największych (obok Pylodictis olivaris) przedstawicieli tej rodziny.

## Występowanie
Występuje w Ameryce Północnej – na terenach Meksyku i Stanów Zjednoczonych, w dorzeczu Missisipi, Rio Grande i w rzekach wybrzeża Zatoki Meksykańskiej. Celowo introdukowany w wielu miejscach, w tym w południowej Rosji i w Chinach. Preferuje czyste wody o silnym nurcie.

## Budowa ciała
Korpus umiarkowanie masywny, wydłużony. Głowa zaokrąglona. Żuchwa nie wystaje poza szczękę. Płetwa ogonowa głęboko wcięta. Grzbiet niebieskoszary, boki srebrzystoszare, a brzuszna strona ciała szarobiała. W czasie tarła ciało samców nabiera ciemnoniebieskiego koloru.

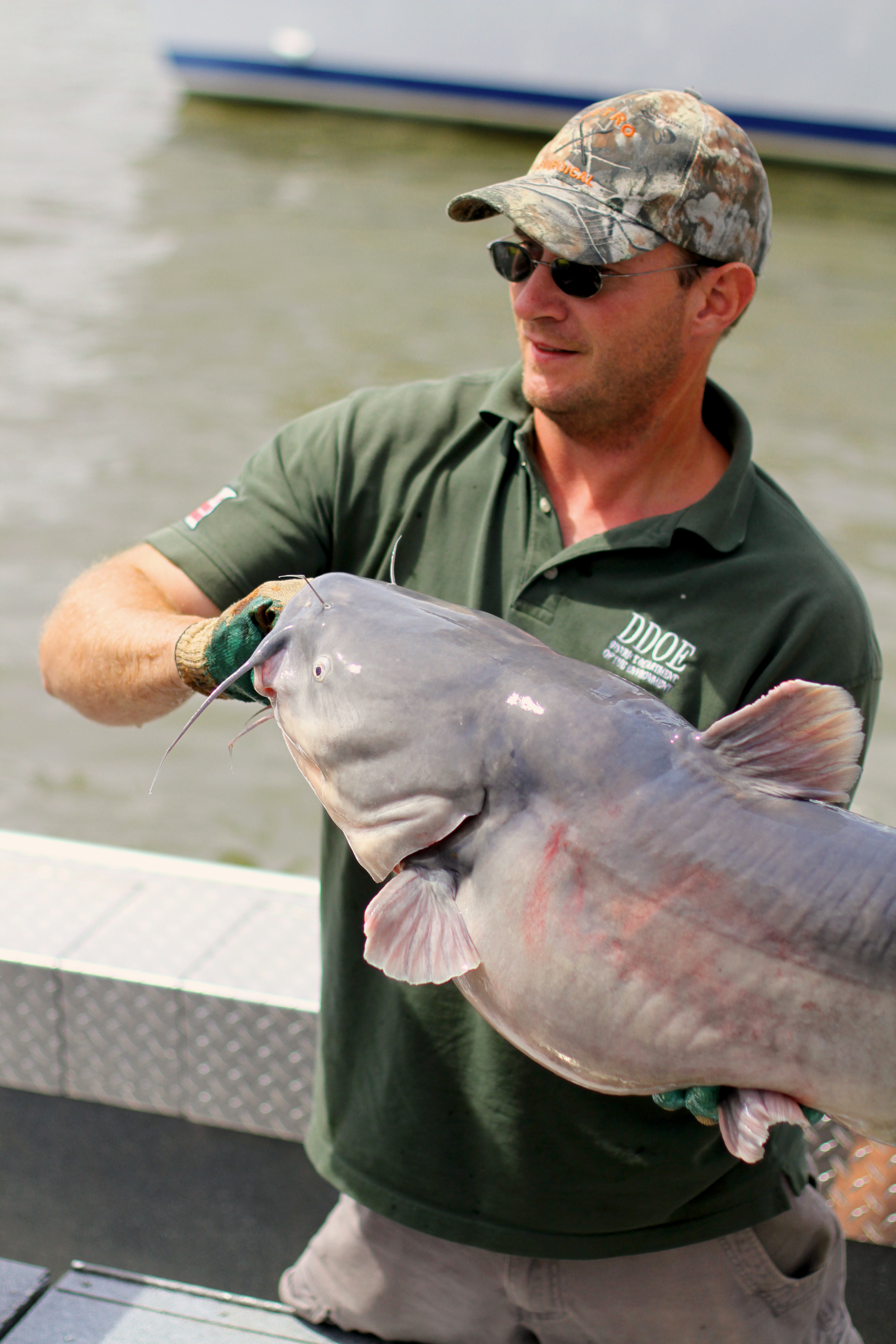
złowiony sumik błękitny

Podobne do tego gatunku sumik kanałowy (Ictalurus punctatus) i I. lupus mają na ciele ciemne cętkowanie. Liczba promieni w płetwie odbytowej sumika kanałowego wynosi 24–29. I. lupus ma ich zwykle mniej niż 25, a sumik błękitny 30–36.
Ictalurus furcatus dorasta do 165 cm długości całkowitej i masy 68 kg.

## Biologia i ekologia
Jest gatunkiem charakterystycznym dla wód głębokich w głównych kanałach i rozlewiskach średnich i dużych rzek, nad dnem mulistym, piaszczystym lub żwirowym. W ciągu dnia przebywa na dnie, natomiast nocą żeruje w wodzie o szybszym nurcie, a w zamkniętych zbiornikach w strefie przybrzeżnej. Ikra jest składana w zbudowanym przez samca gnieździe, zlokalizowanym pod kłodami, na brzegu rzeki, w basenach lub rozlewiskach.
Młode osobniki żywią się zooplanktonem. Później zaczynają zjadać denne bezkręgowce, a dorosłe sumiki stają się drapieżnikami zjadającymi każdą rybę, którą zdołają złapać.

## Znaczenie gospodarcze

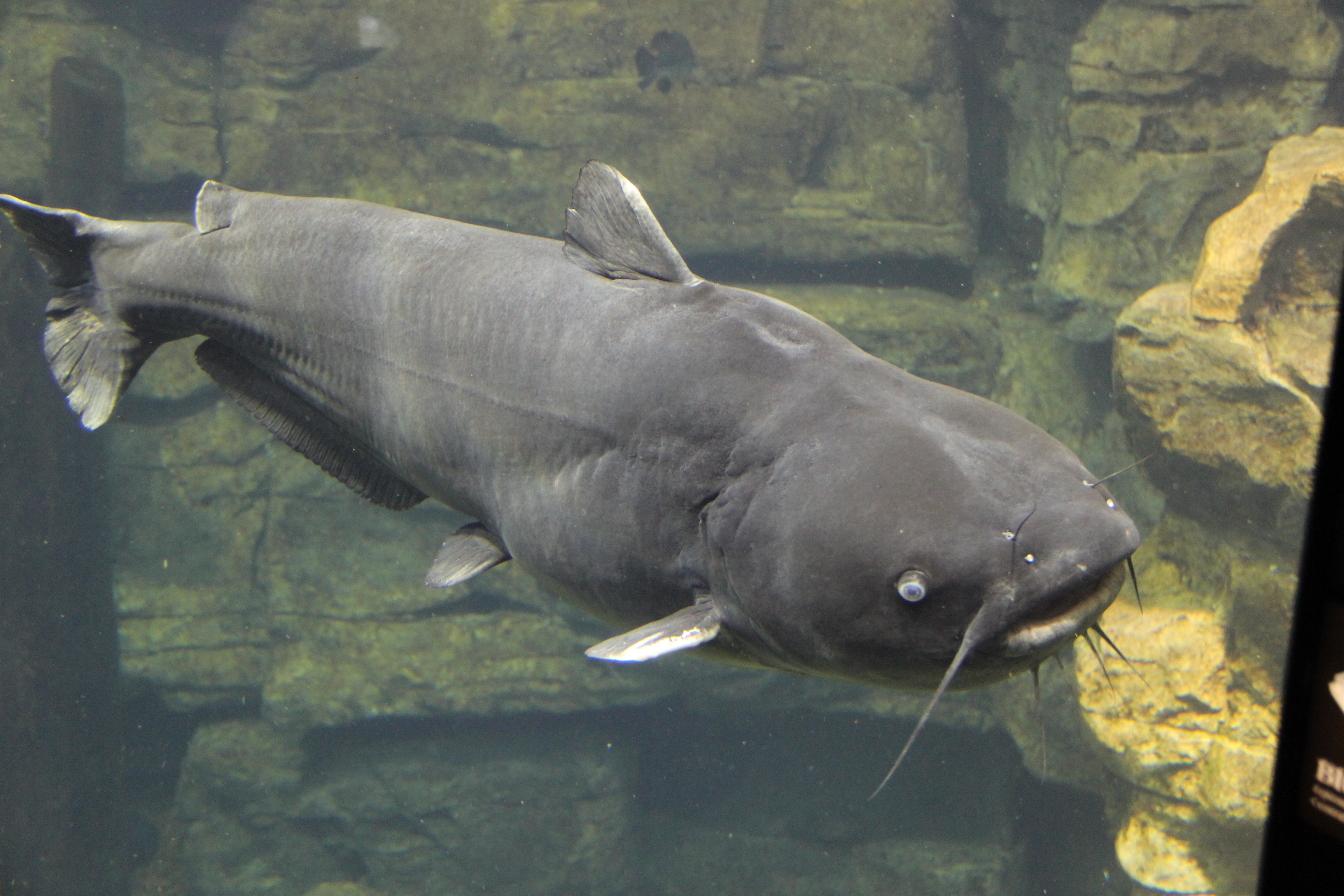
Sumik błękitny w Tennessee Aquarium

Gatunek poławiany komercyjnie i przez wędkarzy, hodowany w akwakulturach jako ryba konsumpcyjna.
Mięso tego sumika jest sprzedawane świeże i mrożone. Sporządzane na różne sposoby, m.in. smażone i pieczone.
Sumik błękitny bywa prezentowany w akwariach publicznych.